# Kramfors (Gemeinde)
Koordinaten: 62° 56′ N, 17° 47′ O

Kramfors ist eine Gemeinde (schwedisch kommun) in der schwedischen Provinz Västernorrlands län und der historischen Provinz Ångermanland. Der Hauptort ist Kramfors.
Das von der UNESCO zum Weltnaturerbe erklärte Gebiet Höga Kusten liegt zum überwiegenden Teil in dieser Gemeinde. Die größten Ortschaften sind der Hauptort Kramfors und Bollstabruk. Die Gemeinde Kramfors wird seit der Einführung des allgemeinen Wahlrechts von der sozialdemokratischen Partei Sveriges socialdemokratiska arbetareparti geleitet.

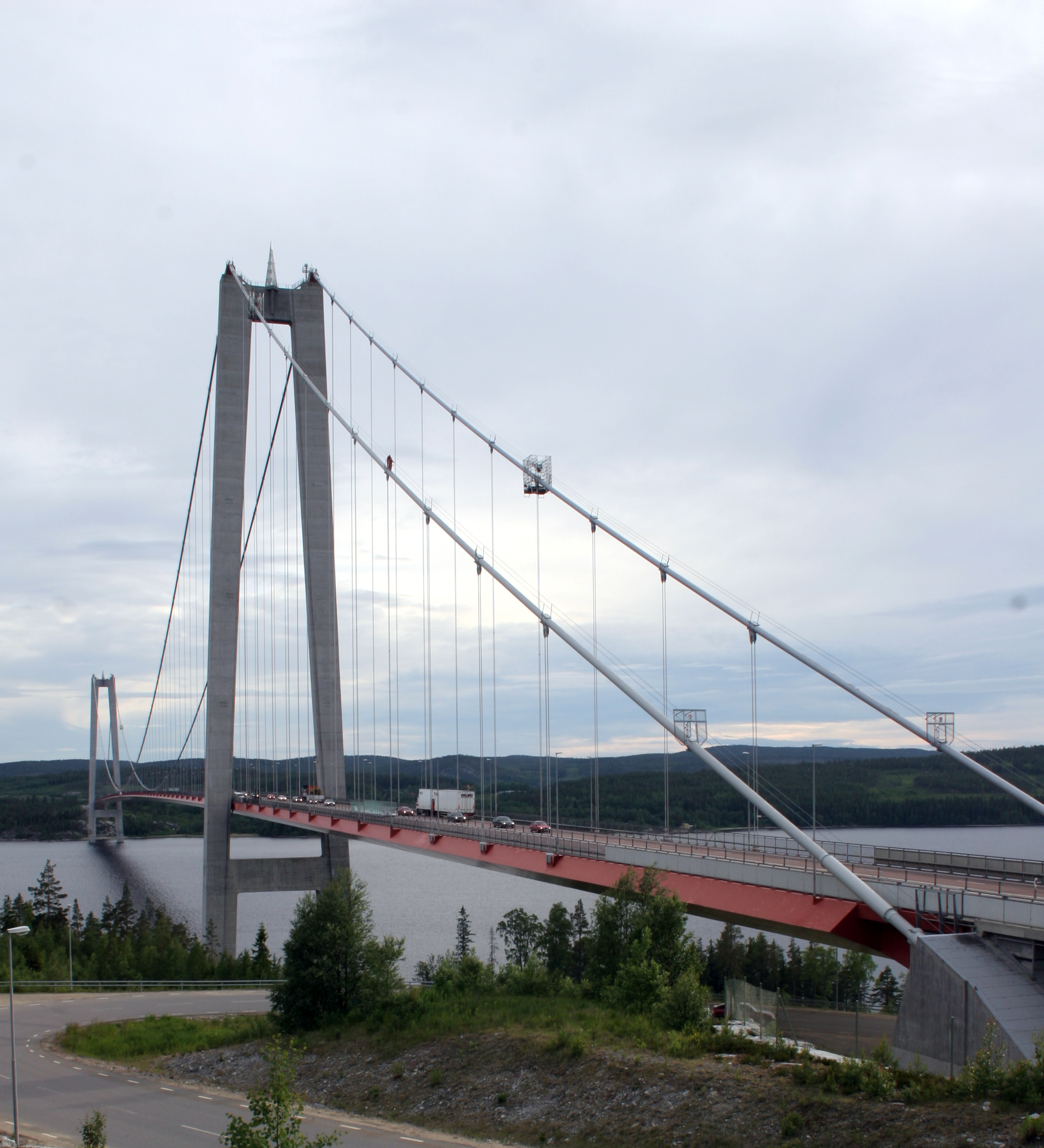
Högakustenbro

Die 1943 eingeweihte Brücke Sandöbron über den Ångermanälven war bis 1964 die größte Betonbrücke der Welt ohne Zwischenpfeiler. Heute hat sie ihre Stellung an die in derselben Gemeinde liegende 1.210 Meter lange Högakustenbron verloren. Letztere ist die längste Hängebrücke Schwedens.
Beim Ort Vibyggerå liegt der 295 Meter hohe Skuleberg (Skuleberget), von dem man eine hervorragende Aussicht über den umliegenden Wald und das Meer hat. Am Berg findet man Spuren der Meeresküste aus der Epoche kurz nach der Eiszeit. Damals lag die Küste etwa 285 Meter höher. Im Berg gibt es eine sagenumwobene Höhle, in der einmal Räuber gewohnt haben sollen. Unterhalb einer schroffen Felswand findet jedes Jahr ein Liederfestival statt.
Im Ort Nordingrå liegt das Museumsdorf Mannaminne. Hier kann man etwa 40 verschiedene Häuser betrachten, die unterschiedlichen Themen gewidmet sind.
Am Ufer des Ångermanälven liegt in der Nähe des Ortes Prästmon die mittelalterliche Burg Styresholm, die von den Vitalienbrüdern errichtet wurde.

## Orte
Folgende Orte sind Ortschaften (tätorter):
- Bollstabruk
- Docksta
- Frånö
- Herrskog
- Klockestrand
- Kramfors
- Lunde
- Lungvik
- Mjällom
- Nordingrå
- Nyland
- Sandslån
- Ullånger